# IMac
iMac je serija namiznih računalnikov Macintosh, ki jih proizvaja podjetje Apple Inc. Računalniki iMac se odlikujejo po tem, da so v celoti oblikovani in integrirani v tanek LED oziroma LCD zaslon. Prvo serijo tovrstnih računalnikov je Apple predstavil leta 1998, do danes pa je iMac na tržišče prišel v štirih različnih oblikah. Prvi v seriji je bil iMac G3, ki ga je zaznamovala jajčasta oblika, s CRT zaslonom. Večji del računalnika je prekrivala barvna polprozorna plastika. Naslednja večja različica je bila iMac G4, s polkrožnim podnožjem, v katerem so bile vse glavne računalniške komponente. Nanj je bil na prosto premični roki pričvrščen LCD zaslon. iMac G5 in Intel iMac sta že vsebovala vse komponente neposredno za zaslonom. Trenutna različica iMac-a je podobne oblike kot ta dva modela, vendar je še tanjša ter oblikovana v aluminijasti in črni barvi.

## Zgodovina
Apple je objavil, da črka 'i' v imenu iMac predstavlja »internet«; predstavlja pa tudi osredotočenost izdelka na osebno rabo ('i' kot »individualnost«). Pozornost je bila posvečena tudi enostavni uporabi: priključitev na internet je od uporabnika terjala le dva koraka. »Tretji korak ne obstaja«, je bila tedaj znana reklamna fraza. Druga reklama, oglaševana kot »Izstrelek preprostosti«, je prikazovala sedemletnega Johanna Thomasa in njegovega borderskega ovčarja Brodija, z iMac-om, proti Adamu Taggartu, študentu programa MBA z računalnikom HP Pavilion 8250. Tekmovala sta, kdo bo hitreje priključil in zagnal svoj računalnik. Johann in Brodie sta končala v osmih minutah in 15 sekundah, medtem ko je Adam ob koncu reklame še vedno delal. Apple je kasneje povzel predpono ‘i’ v okviru svojih številnih izdelkov na področju strojne opreme; iPod, iBook, iPhone ter na področju programske opreme, kot sta npr. paketa iLife in iWork.
3. marca 2009 je Apple posodobil svojo iMac ponudbo, v katero je vključil nove čipe Nvidia, novi Mini-DisplayPort in novo standardno tipkovnico, v katero numerična tipkovnica ni več vključena.
20. oktobra 2009 je Apple iMac-u dodal dva nova modela, ki vključujeta LED - široka zaslona (16:9) z diagonalama 21,5 in 27 inčev ter zamenjujeta 20" in 24" (16:10) zaslona prejšnje generacije. Razširjena je bila kapaciteta pomnilnika in trdega diska, nova različica pa vključuje procesorje Core 2 Duo ter Intelova nova Core i5 in Core i7 procesorja pri najdražjih modelih. S tem je na tržišče prišel prvi štirijedrni iMac.

## iMac modeli
| generacija               | iMac G3                       | iMac G4               | iMac G5         | iMac (Intel plastic)  | iMac (aluminij)             |
| zaslon                   | 15″ (13.8″ vidni) CRT         | 15″, 17″, ali 20″ LCD | 17″ ali 20″ LCD | 17″, 20″, ali 24″ LCD | 20″, 21.5″, 24″ ali 27″ LCD |
| vključuje HDD            | 4GB do 60GB                   | 40GB do 160GB         | 40GB do 500GB   | 80GB do 750GB         | 250GB do 2TB                |
| vključuje Mac OS verzijo | 8.1, 8.5, 8.6, 9.0, 9.1, 10.0 | 9.2, 10.1, 10.2, 10.3 | 10.3, 10.4      | 10.4                  | 10.4, 10.5, 10.6            |
| na trgu                  | 15. avgust 1998               | 7. januar 2002        | 31. avgust 2004 | 10. januar 2006       | 7. avgust 2007              |
| konec prodaje            | marec 2003                    | julij 2004            | marec 2006      | avgust 2007           | n/a                         |